# 硬雀麦
硬雀麦（学名：Bromus rigidus）为禾本科雀麦属下的一个种。生于溪旁湿地，海拔1000米。
产江西(庐山)、逸生。分布于欧洲中部和西南部、非洲北部、亚洲西南部、地中海地区。模式标本采自欧洲。